# Hello Kitty - Alla ricerca delle mele magiche
Hello Kitty - Alla ricerca delle mele magiche (ハローキティ りんごの森のファンタジー?, Harō Kiti ringo no mōri no Fantajī) è la prima serie anime della trilogia di Hello Kitty: Ringo no Mori prodotta dalla Sanrio, animata da Asahi Production e trasmessa su TV Tokyo dal 4 aprile 2006 fino al 19 settembre con episodi di 7 minuti.
In Italia l'anime è stato distribuito dalla Dynit e trasmesso su Boomerang dal 15 giugno 2009. In seguito la serie è andata in replica su Boing da dicembre 2009.

## Trama
Kitty e sua sorella Mimmy scoprono di essere le "Paladine Gemelle" e sono le sole a poter aiutare il Bosco di Mele, luogo dove vivono fate e altre creature magiche. Il bosco è in pericolo, perché la principessa delle Fate giace addormentata nel suo letto e non si sveglia più, impedendo così agli alberi di far crescere mele mature per la creazione delle Gocce Arcobaleno, un liquido colorato che rinvigorisce colui che ne fa uso. Le Paladine Gemelle dovranno trovare la mela d'oro per salvare la foresta, perché solo la mela dorata può realizzare i desideri di chiunque la assaggi. Per recuperarla, le Paladine dovranno prima prendere tre mele: quella rosa, quella blu e quella gialla. Una volta ottenute potranno aprire la porta per il Lago Magico, ove cresce l'albero della mela d'oro. Le due gemelle avranno il sostegno di Pururu, la prima fatina che conosce le due gemelle e le conduce al Bosco di Mele. La piccola fata dona un cofanetto magico a Kitty un ciondolo a forma di mela dorato a Mimmy; con essi le due Paladine possono andare e tornare dal Bosco.

## Il cofanetto e il ciondolo
Il cofanetto ha al suo interno uno specchio col quale Kitty e Mimmy possono vedere cosa succede nel Bosco delle Mele, inoltre possono usarlo come un telefono comunicando con Pururu e lo Zio Scotch per sapere cosa devono fare. Il ciondolo dorato è l'accessorio che permette alle due Paladine di viaggiare per andare nel Bosco e tornare poi a casa. Per farlo, le due gemelle devono andare al ponte per il Bosco della loro città, infilare il ciondolo nel buco del cofanetto magico e pronunciare le parole "Melacadabra, Melecadabra", una formula magica come "Abracadabra".

## Personaggi

### Personaggi principali
- Hello Kitty: Gattina bianca dal fiocco rosso e la maglietta blu. Proprietaria del cofanetto magico e sorella di Mimmy.
- Mimmy: Gattina bianca dal fiocco giallo e la maglietta rossa. Proprietaria del ciondolo dorato e sorellina di Kitty.
- Pururu: Fatina dalla testa a forma di mela rossa e uno scettro magico. Possiede le gocce magiche per dare forza alle Paladine Gemelle.
- Zio Scotch: Gufo dagli occhiali e un cappellino in testa, informato e saggio, lavora nella biblioteca situata nel folto del Bosco dentro una casetta.
- Kosori: Figlio del Re Ombra, è un bambino ombra che ama giocare a nascondino. Sarà di grande aiuto alle Paladine per trovare la mela rosa.
- Tracy: Procione, miglior amico di Kitty e Mimmi, ama giocare con Fifì a capretta.
- Fifì: Capretta amica di Kitty e Mimmi, le piace stare con Tracy il procione e giocare a palla.
- Tim e Tammy: Scimmiette amiche di Kitty e Mimmi, giocano spesso con i loro amici.
- Principessa delle Fate: Principessa che regna nel Bosco di Mele, addormentata da una strana malattia, che può essere guarita solo con la magia della mela dorata. Saggia e potente, fa crescere e fiorire gli alberi di mele nel Bosco e garantisce la felicità dei suoi sudditi.

### Antagonisti
Non ci sono veri e propri malvagi, ma ci sono comunque personaggi fastidiosi che cercano di sbarrare la strada alle gemelle Kitty e Mimmy: i fratelli Momonga. Essi sono due procioni fastidiosi che pensano solo al cibo e alle ricchezze. Entrambi vanno d'accordo, ma vogliono impadronirsi della mela d'oro per avere tutte le ricchezze del mondo. Alla fine, però, si rivelano essere di grande aiuto, perché salvano la mela d'oro prima che cadesse nel lago e andasse perduta per sempre.
- Monga: è il fratello procione blu con un cilindro in testa, un mantello e uno scettro in mano.
- Montin: è la sorellina procione rosa, con un cappellino elegante e una mantella fucsia.

### Altri personaggi
Le fatine del Bosco di Mele: ognuna ha una forma, colore e aspetto diversi:
- Fate del vento: hanno la testa a forma di tornado
- Fate budino: ricordano un budino gelatinoso
- Fate della musica: coloro che suonano strumenti e che ricordano le note musicali
- Fate del fuoco: fatine a forma di fiamma

## Doppiaggio
| Personaggio | Doppiatore italiano |
| ----------- | ------------------- |
| Hello Kitty | Serena Clerici      |
| Mimmy       | Emanuela Pacotto    |
| mamma       | Maura Marenghi      |
| Zio Scotch  | Pietro Ubaldi       |
| Peckle      | Paolo De Santis     |
| Pururu      | Tosawi Piovani      |

## Episodi
| Nº | Titolo italiano Giapponese 「Kanji」 - Rōmaji                                                 | In onda           | In onda |
| Nº | Titolo italiano Giapponese 「Kanji」 - Rōmaji                                                 | Giapponese        |         |
| 1  | Melacadabra! Le paladine gemelle 「ふたごの勇者?!でアップルルー」                             | 4 aprile 2006     |         |
| 2  | Melacadabra! L’indovina nella piazza della festa 「お祭り広場の占い師でアップルルー」         | 18 aprile 2006    |         |
| 3  | Melacadabra! Il festival musicale del mosco di mele 「りんごの森の音楽祭でアップルルー」      | 2 maggio 2006     |         |
| 4  | Melacadabra! Due nuovi amici per Kitty e Mimmy 「あたらしいお友だち? でアップルルー」         | 16 maggio 2006    |         |
| 5  | Melacadabra! La dea della fonte 「ツキの泉の女神さまでアップルルー」                          | 30 maggio 2006    |         |
| 6  | Melacadabra! Giochiamo tutti a nascondino 「コソリとかくれんぼでアップルルー」                | 13 giugno 2006    |         |
| 7  | Melacadabra! Un gustoso segreto 「おいしいヒミツ? でアップルルー」                            | 27 giugno 2006    |         |
| 8  | Melacadabra! Le fate del bosco e la ricerca della mela 「妖精さんとりんご探しでアップルルー」 | 11 luglio 2006    |         |
| 9  | Melacadabra! Budino di mele 「アップルプリンでアップルルー」                                  | 25 luglio 2006    |         |
| 10 | Melacadabra! Mimmy addormentata nel bosco 「眠りの森のミミィ? でアップルルー」                | 8 agosto 2006     |         |
| 11 | Melacadabra! L’avventura nella selva del mistero 「神秘の森の冒険でアップルルー」             | 22 agosto 2006    |         |
| 12 | Melacadabra! I desideri della mela d'oro 「金色りんごに願いをこめてでアップルルー」           | 5 settembre 2006  |         |
| 13 | Melacadabra! Benvenuti nel bosco segreto 「ふしぎの森へようこそでアップルルー」               | 19 settembre 2006 |         |